# Прибережна тундра Північно-Східного Сибіру
Прибережна тундра Північно-Східного Сибіру (ідентифікатор WWF: PA1107) — палеарктичний екорегіон тундри, розташований на півночі Східного Сибіру, на території Республіки Саха.

## Географія
Екорегіон прибережної тундри Північно-Східного Сибіру охоплює рівнини, розташовані на південному узбережжі моря Лаптєвих та Східносибірського моря, від губи Буор-Хая, розташованої на схід від дельти Лени, до дельти Колими. Регіон також перетинають Яна та Індигірка. Рельєф регіону переважно рівнинний, місцями горбистий. Поширені багаторічна мерзлота та термокарстові форми рельєфу, зокрема численні озера.

## Клімат
В межах екорегіону переважає тундровий клімат (ET за класифікацією кліматів Кеппена). Ця ділянка берегової лінії Північного Льодовитого океану омивається найхолоднішими морями північної півкулі, вкритими льодом щонайменше 9 місяців на рік. Середні температури коливаються від -34 °C до 9 °C, середньорічна кількість опадів коливається від 150 до 225 мм.

## Флора
Рослинний покрив екорегіону представлений тундрою. На прибережних рівнинах росте повзуча покісниця (Puccinellia phryganodes), плевропогон Сабіна (Pleuropogon sabinei), простертий зірочник (Stellaria humifusa) та арктичне жовтозілля (Tephroseris palustris). Восени прибережна тундра стає яскраво-червоною і яскраво контрастує з блакиттю Північного Льодовитого океану. Далі вглиб узбережжя, на пагорбах та сопках росте полярна верба (Salix polaris), осока Біґелоу (Carex bigelowii), вузьколиста пухівка (Eriophorum angustifolium), заплутана ожика (Luzula confusa), червоподібний лишайник (Thamnolia vermicularis), каптурний сніговий лишайник (Flavocetraria cucullata), пухирчаста пельтигера (Peltigera aphthosa), а також зозулин льон (Polytrichum spp.)  та сфагнум (Sphagnum spp.). На болотах росте цілорота осока (Carex holostoma), тонкокореневищна осока (Carex chordorrhiza) та пухівка Шойхцера (Eriophorum scheuchzeri). Протягом короткого літа розпускаються квіти гірської дріяди (Dryas octopetala), гіпарктичного перстача (Potentilla hyparctica) та чорно-пурпурової попелівки (Tephroseris integrifolia subsp. atropurpurea).
Південніше в заплавах річок ростуть зарості сизої верби (Salix glauca), а також піхвяста пухівка (Eriophorum vaginatum), блискучий гілокомій (Hylocomium splendens) та альпійська мучниця (Arctous alpina). На південному сході екорегіону трапляється лісотундра, основу якої складає карликова береза (Betula nana) та даурська модрина (Larix gmelinii). До реліктів плейстоценової тундростепової флори належить лежача осока (Carex supina) та чукотський резушник (Crucihimalaya bursifolia). Колимський зірочник (Stellaria kolymensis) є ендеміком регіону.

## Фауна
В екорегіоні мешкає велика популяція північних оленів (Rangifer tarandus). Ці тварини харчуються різними травами, осокою та лишайниками залежно від сезону. На узбережжі можна побачити білих ведмедів (Ursus maritimus), які полюють на кільчастих нерп (Pusa hispida). Влітку, коли морський лід тане, вони також зустрічаються в тундрі. В цей час ведмеді живуть за рахунок своїх жирових запасів і харчуються гніздовими птахами, рибою та ягодами. В тундрі регіону мешкають східносибірські лемінги (Lemmus paulus) та арктичні лемінги (Dicrostonyx torquatus), на яких полюють песці (Vulpes lagopus), зимняки (Buteo lagopus) та білі сови (Bubo scandiacus).
Дельти річок екорегіону є одними з найважливіших місць гніздування птахів у світі. Тут гніздиться 40-60 видів птахів, зокрема більша частина світових популяцій малої пухівки (Polysticta stelleri) та пухівки Фішера (Somateria fischeri).  Серед інших птахів, що гніздяться в регіоні, слід відзначити горбатодзьобу пухівку (Somateria spectabilis), малу гуску (Anser erythropus), північного шилохвоста (Anas acuta), морянку (Clangula hyemalis), чорну казарку (Branta bernicla), червоношию гагару (Gavia stellata), білу куріпку (Lagopus lagopus), снігову пуночку (Plectrophenax nivalis), гострохвостого побережника (Calidris acuminata) та болотяного побережника (Calidris falcinellus). На болотах зустрічаються рідкісні білі журавлі або стерхи (Leucogeranus leucogeranus).

## Збереження
Оцінка 2017 року показала, що 51 025 км², або 23 % екорегіону, є заповідними територіями. Природоохоронні території включають Національний парк Киталик та заказник Чайгургіно.